# Jorge de Castellví
Jorge de Castellví y de Ixar (o Híjar) Aymeric, natural de Cagliari (o Cáller), Isla de Cerdeña, fue un noble perteneciente al amplio linaje de los Castellví (primitivos de Borgoña, y de origen más reciente valenciano),  de la rama sarda (asentados en Cerdeña), que sirvió en el Tercios durante la primera mitad del siglo XVII.

## Biografía
Paje del rey de España Felipe IV, desde los 11 años. Caballero de la Orden de Calatrava, en la que ingresó en 1626, y de la Orden de Alcántara desde 1635. Gobernador de la Armas y Maestre de Campo de los Tercios en Flandes. Señor de San Simone.
Fue Maestre de Campo del Tercio que llevó su nombre (Tercio de Jorge de Castellví), aún su denominación formal era Tercio de Cerdeña III. Fue levantado en el puerto de La Coruña en abril de 1640 para la lucha en Flandes, y formado por sardos, flamencos y castellanos. La leva fue costeada por su padre Pablo de Castellví. Dicho Tercio participó en el Asedio de Arras (1640), en el Sitio de Lens (1642), en la Batalla de Honnecourt (1642) y, especialmente, en la Batalla de Rocroi (1643), donde es prácticamente destruido. Su disolución oficial data de diciembre de 1646.
En esta famosa batalla «fue el postrero maestre de campo que quedó prisionero por la resistencia que hacía con los españoles que habían quedado, peleando más de tres horas contra todo el exército francés». Prácticamente destruido su Tercio, fue capturado por las tropas de Luis II de Borbón-Condé, Duque de Enghien, pasando mucho tiempo cautivo en Francia, entre otras cárceles, en la célebre Bastilla de París, hasta el canje general de 1646. Tras un breve regreso a Flandes partió a pretender a la Corte para ganarse una merced y sueldo en Cerdeña acorde con sus servicios al rey.
En 1650 sustituyó a Francisco Vico (Francesco Angelo de Vico) como Regente del reino de Cerdeña en el Consejo Supremo de la Corona de Aragón.
En 1668, debido a los llamados “Sucesos de Cerdeña” durante la regencia de Mariana de Austria, en donde fueron asesinados su primo y sobrino, Agustín de Castellví y Lanza (IV marqués de Laconi) y, un mes más tarde, el propio Virrey de Cedeña, don Manuel de los Cobos y Luna (marqués de Camarasa), Jorge de Castellví fue desterrado fuera de Madrid, ciudad donde residía debido a su cargo en el Consejo de Aragón.
De esta época se sabe que estuvo residiendo en Medina del Campo y que fue Capellán Mayor de las Descalzas Reales de Madrid.
En su testamento, cerrado de 17 de diciembre de 1686, se mandó sepultar en la Capilla de la Virgen de las Injurias, en la Iglesia del Hospital de la Corona de Aragón (u Hospital de Montserrat), en Madrid, que le había dado el Consejo de Aragón. La capilla fue diseñada por el maestro-mayor, o arquitecto, don José Gasen. El edificio del Hospital fue demolido a principios del siglo XX.
Parece ser que murió a una edad muy avanzada, en 1692, en Madrid.

## Familia
No tuvo descendencia.
Era hijo de Pablo de Castellví y de Aymeric, Castellví y Margens (fallecido en 1650), I marqués de Cea, título de Cerdeña y Vizconde de Sanluri; y de Mariana de Híjar (fallecida en 1630). Su hermano, don Jaime Artal de Castellví, II marqués de Cea, quien tenía el cargo de procurador real en Cerdeña. Don José de Castellví, canónigo de la catedral de Cagliari, doña Faustina de Castellví, que casó con don Francisco Brondo, marqués de Villacidro, y doña Vicenta de Castellví, casada con Bernardo Matías de Cervelló, hijo del conde de Sedilo y gobernador del cabo de Cagliari. 